# Lonely Water
Lonely Water (The Spirit of Dark and Lonely Water, с англ. — «Одинокая вода») — британский социальный рекламный ролик 1973 года, посвящённый проблеме неосторожного поведения детей рядом с водоёмами.

## Сюжет
Ролик начинается с показа болота, вдали, в тумане виднеется фигура в чёрном балахоне с капюшоном.
После этого показывается группа детей, которая пошла играться у лужи. Один из них, мальчик, пытаясь выловить футбольный мячик, падает туда. К детям приближается та самая фигура в балахоне.
В следующей сцене показывается пруд, на ветке деревца, растущего на берегу, висит мальчик, играющийся с утками с помощью палки. Но ветка ломается, и мальчик падает в воду. У дерева вновь объявляется фигура в балахоне.
Третья сцена показывает пруд с кучей заброшенной техники и табличкой «Опасно! Купаться запрещено!». Однако в самом труду тонет мальчик, пошедший купаться вместе с друзьями. Ребята спешат ему на выручку и вытаскивают его из воды, а вновь появившаяся фигура в балахоне понимает, что не имеет власть над ними и исчезает, оставляя после себя лишь балахон, который дети бросают в воду. Этой фигурой, возможно, был водяной. Всё это время за кадром раздавался его голос (озвучка Дональда Плезанса):

Я — дух тёмной и одинокой воды, готов поймать в свою ловушку неосторожных, выпендрёжников, дураков. И это то место, где вы ожидаете найти меня.

Но никто не ожидает найти меня здесь. Хоть тот пруд и кажется обычным, но он глубок. Мальчик — хвастун и выпендрёжник. Берег скользкий.

Выпендрёжников поймать легко, но неосторожных — гораздо легче. Та ветка слабая, сухая, она не выдержит его веса.

 Только дурак проигнорирует это, но каждый новый рождается каждую минуту. Под водой много ловушек: старые машины, остовы кроватей, водоросли, глубина. Идеальное место для такого случая.

 Толковые дети, у меня нет власти над ними!

Я вернусь!
Оригинальный текст (англ.)I'm the spirit of a dark and lonely water: ready to trap the unwary, the showoff, the fool. And this is the kind of place you'd expect to find me. 

But no-one expects to find me here. It seems too ordinary. But that pool is deep. The boy is showing off. The bank is slippery.

The show-offs are easy, but the unwary ones are easier still. This branch is weak, rotten; it'll never take his weight. Only a fool would ignore this, but there's one born every minute. Under the water there are traps: old cars, bedsteads, weeds, hidden depths. It's the perfect place for an accident.

 Sensible children! I have no power over them!

I'll be back!

## Производство
Ролик по заказу создан по заказу государственной организации «Центральное управление информации» (англ. Central Office of Information). В своём отзыве Кэти МакГахан сравнила ролик по атмосфере с триллером «А теперь не смотри», и написала, что он напоминает «извращённый фильм ужасов с угрожающим голосом и спецэффектами, являющимися прерогативой "кинопугалок" с рейтингом "X"» (англ. …plays like a distilled horror film, deploying the menacing tone and special effects normally the preserve of X-rated cinema shockers.).
Что характерно, ролик свою цель выполнил — после его выпуска и многочисленного показа на телевидении количество происшествий на воде с участием детей сократилось, а сам ролик, из-за своей неповторимой и жуткой атмосферы получил культовый статус. В топе любимой британской рекламы всех времён, составленном BBC в 2006 году, «Lonely Water» получила 4-е место.